# Désiré Beaurain
Désiré Beaurain, né le 2 septembre 1881 à Berchem et mort le 24 octobre 1963 à Schoten, est un escrimeur belge double médaillé olympique en 1908 et 1924. Il pratiquait l'épée et le fleuret.

## Carrière
Beaurain n'a participé aux Jeux olympiques que dans des épreuves par équipes et à deux reprises seulement, remportant une médaille à chaque tentative. Natif de la région d'Anvers, ses premiers Jeux se déroulent pour lui à domicile. Ses résultats personnels dans l'équipe sont contrastés et irréguliers. Il gagne trois assauts contre la Suède, un seul contre l'Italie mais la Belgique l'emporte néanmoins (9-8). Malgré ses trois victoires en finale contre la France, la Belgique s'incline (9-7) et obtient la médaille de bronze, l'argent étant destiné au vainqueur de la petite finale entre la Grande-Bretagne et l'Italie.
Au fleuret, en 1924, il se montre capable de gagner trois assauts sur quatre contre la Grande-Bretagne, qui obtiendra l'argent, et quatre défaites contre la modeste Argentine. En demi-finale, il assure la qualification de la Belgique avec trois victoires contre le Danemark dans un match serré (9-7). Mais en poule finale, il perd sept assauts sur huit, trois contre la Hongrie et quatre contre la France, médaillée d'or. Néanmoins, les Belges bénéficient du forfait de l'Italie et grâce à leur victoire contre les Hongrois, décrochent l'argent.

## Palmarès
- Jeux olympiques
- Médaille d'argent au fleuret par équipes aux Jeux olympiques de 1908 à Anvers
- Médaille de bronze à l'épée par équipes aux Jeux olympiques de 1924 à Paris